# Tandy Corporation

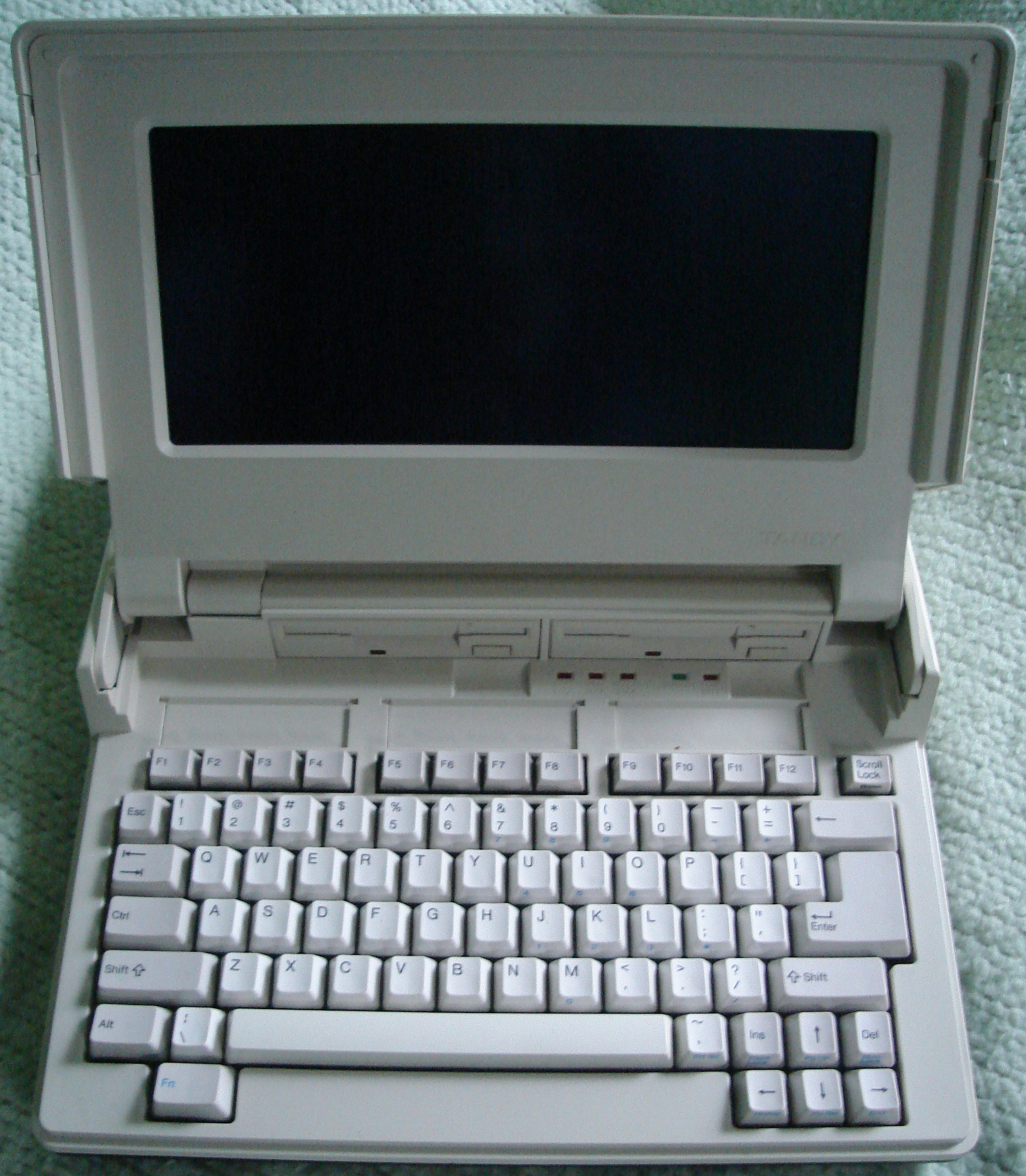
Комп'ютер компанії Tandy.

Tandy Corporation — компанія, яка спочатку була виробником товарів зі шкіри. Базувалася в Форт-Ворт, що в штаті Техас.

## Історія
Tandy була заснована в 1919 році як магазин постачання шкіри. В 1963 році вони були придбані компанією RadioShack. Бренд «Tandy» був облишений в травні 2000 року, коли корпорація RadioShack зареєструвала офіційну назву.